# Alliance Ground Surveillance
Alliance Ground Surveillance (AGS) war ein Programm der NATO zum Aufbau einer Fähigkeit zur Gefechtsfeldaufklärung und -überwachung unter Nutzung unbemannter Luftfahrzeuge vom Typ RQ-4D. Daraus entstand 2015 der seit 2023 als NATO Intelligence, Surveillance, and Reconnaissance Force (NISRF) bezeichnete Einsatzverband, der seine Basis auf dem italienischen Militärflugplatz Sigonella hat.

## Hintergrund
Das Programm entstand infolge der 1989 durch die NATO formulierten Anforderung, die Fähigkeit zur erweiterten Gefechtsfeldüberwachung der NATO (Allied Ground Surveillance, ebenfalls AGS) zu verbessern. Während des NATO-Gipfels in Prag im November 2002 wurde im Rahmen des Prague Capabilities Commitment (PCC) der Bedarf eines solchen Systems erneut bekräftigt.

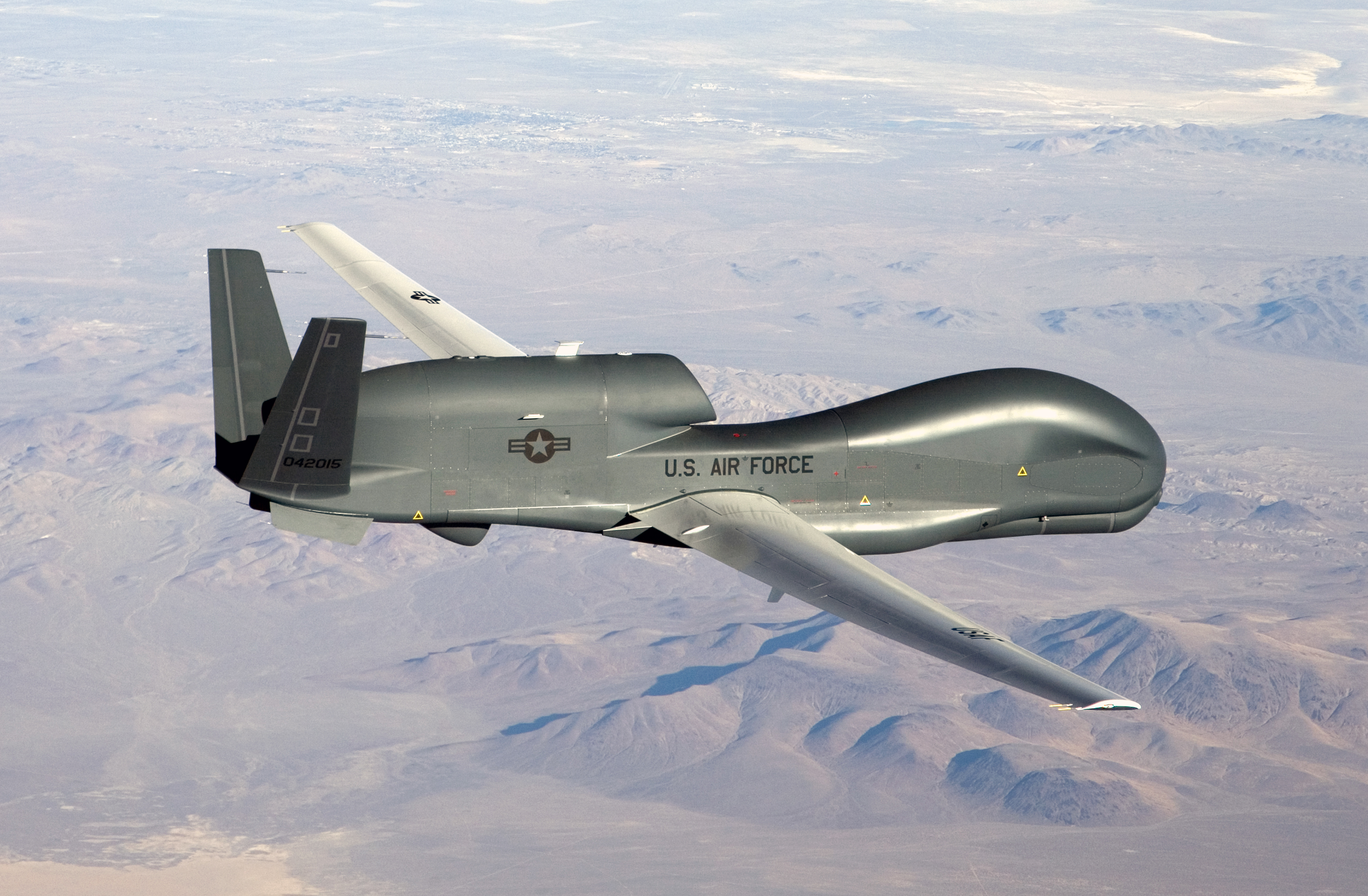
Global Hawk im Flug

Im April 2002 hatte das TIPS Industries Consortium (der Vorgänger der AGS Industries GmbH) der NATO ihren Entwurf einer AGS-Lösung präsentiert. Dieser Entwurf erhielt kurz darauf durch Raytheons Co-operative Transatlantic AGS System (CTAS) eine starke Konkurrenz. Der CTAS-Entwurf basierte vor allem auf dem Sentinel R1 mit einem ASTOR-System (Airborne Stand-Off Radar). Nach langen Verhandlungen entschlossen sich die NATO-Mitgliedsländer am 16. April 2004 für das TIPS-Angebot.

## Geschichte
Am 26. Oktober 2005 überreichte das TIPS-Konsortium der NATO während der Konferenz der nationalen Rüstungsdirektoren (engl. Conference of National Armament Directors, CNAD) eine in Zusammenarbeit mit dem TCAR-Team abgeschlossene Studie zur Entwicklung, Finanzierung und Risikoabschätzung des Programms. Am 15. Mai 2006 gründeten die Unternehmen EADS, Northrop Grumman, Indra Sistemas, Thales Group, Galileo Avionica und General Dynamics das Joint Venture Unternehmen AGS Industries GmbH.

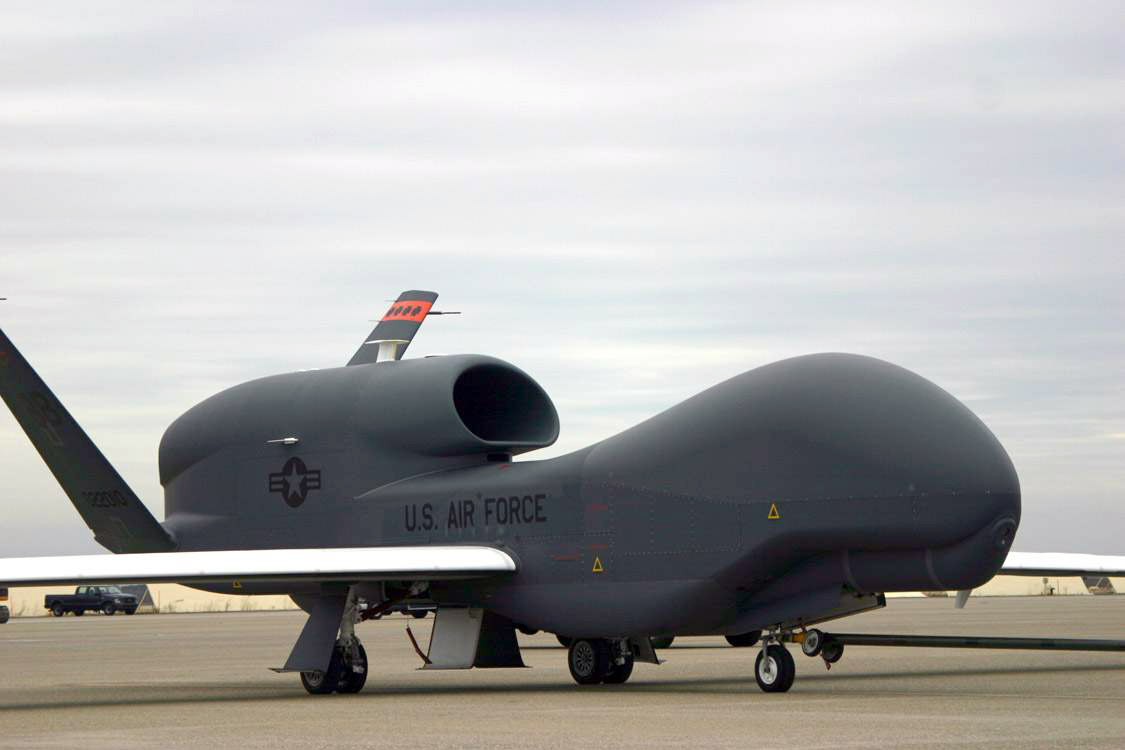
RQ-4 Global Hawk als Kernelement des AGS (gezeigt ist RQ-4A)

Das im Oktober 2006 der NATO überreichte Angebot für das Programm Design und die Entwicklungsphase sah eine gemischte Flotte aus Airbus A321 und mehreren Global Hawk vor. Der angepasste A321 sollte mit dem Transatlantic Collaborative AGS Radar (TCAR) und weiteren Sensoren ausgerüstet werden, die in einem länglichen Behälter erhöht über dem Rumpf angebracht worden wären. Dieses Luftfahrzeug wäre in etwa mit der amerikanischen E-8 Joint STARS vergleichbar gewesen. Mitte 2007 wurde die Planung zur Nutzung eines bemannten Systems zugunsten einer Lösung, die nur unbemannte Luftfahrzeuge umfasst, aus Kostengründen verworfen.
Am 20. Februar 2009 begann mit dem Unterzeichnungsprozess eines Programme Memorandum of Understanding (PMOU) der erste Schritt zur Realisierung des Projekts. Nach Abschluss der Zeichnung wurde zur Koordinierung des weiteren Vorgehens im September 2009 die NATO AGS Management Agency (NAGSMA) eingerichtet.
Aus Kostengründen zogen sich Dänemark und Kanada aus der Beschaffung zurück.
Der Einsatzverband entstand 2015 zunächst als NATO AGS Force (NAGSF) und nach dem Ende der Beschaffungsphase wurde die NAGSMA 2022 aufgelöst. Seither wird das Programm durch das Support Partnership Committee (SPC) der NATO Support and Procurement Organisation (NSPO) betreut. Als Institution der NATO dient sie nicht nur den AGS-Partnernationen, sondern allen NATO-Staaten.